# Jos Pronk
Jos Pronk, né le 13 janvier 1983 à Warmenhuizen, est un coureur cycliste néerlandais. Ses frères Matthé et Leander sont également des coureurs.

## Palmarès sur route

### Par années
- 2001
  - 4e étape des Trois Jours d'Axel
- 2003
  - 3e du championnat des Pays-Bas sur route espoirs
- 2005
  - Gand-Staden
  - 5e étape de l'Olympia's Tour
  - ZLM Tour
- 2006
  - Grand Prix de la ville de Nogent-sur-Oise
- 2007
  - 2e étape du Tour de Bretagne
  - 3e étape de l'Olympia's Tour
- 2008
  - 1re et 5e étapes du Tour du Loir-et-Cher
  - 5e étape de l’Olympia's Tour
  - 3e du Tour du Loir-et-Cher
  - 3e du Duo normand (avec Lieuwe Westra)
- 2009
  - Witte Kruis Classic
- 2010
  - Witte Kruis Classic
- 2011
  - Circuit de Campine

### Classements mondiaux
| Année           | 2005 | 2006 | 2007 | 2008 | 2009  | 2010   | 2011 |
| --------------- | ---- | ---- | ---- | ---- | ----- | ------ | ---- |
| UCI Africa Tour |      |      | 160e |      |       |        |      |
| UCI Europe Tour | 616e | 389e | 522e | 131e | 1177e | 1 186e | 394e |

## Palmarès sur piste

### Championnats du monde
- Ballerup 2002
  - 18e du scratch
- Stuttgart 2003
  -  Médaillé de bronze de la course aux points
- Melbourne 2004
  - 11e de la course aux points

### Championnats du monde juniors
- 2001
  -  Médaillé d'argent de la course aux points juniors

### Championnats d'Europe
| Espoirs - Büttgen 2002 - Champion d'Europe du scratch espoirs - Valence 2004 - Médaillé d'argent de la poursuite par équipes espoirs | Élites - 2007 - Médaillé de bronze de course derrière derny |

### Championnats des Pays-Bas
- 2003
  -  Champion des Pays-Bas de l'américaine (avec Matthé Pronk)
  - 2e de la poursuite
  - 2e de la course aux points
- 2004
  - 2e de la course derrière derny
  - 3e de l'américaine
- 2006
  -  Champion des Pays-Bas derrière derny